# Nowy Testament w przekładzie Eugeniusza Dąbrowskiego
Nowy Testament w przekładzie Eugeniusza Dąbrowskiego – katolickie tłumaczenie Nowego Testamentu, wydane po raz pierwszy w 1949, wielokrotnie wznawiane. Autorem jest biblista ks. Eugeniusz Dąbrowski. 
Źródłem tłumaczenia była na początku Wulgata. W 1961 roku ukazało się tłumaczenie z języka greckiego. Był to jeden z pierwszych polskich katolickich przekładów z języków oryginalnych.

## Zastosowanie i znaczenie
Przekład ksiąg Nowego Testamentu dokonany przez ks. Dąbrowskiego rozszedł się w niemal 2-milionowym nakładzie – największym przed publikacją Biblii Tysiąclecia. Nowy Testament ukazywał się 18 razy w łącznym nakładzie 552 900 egzemplarzy, zaś Ewangelie i Dzieje Apostolskie – 26 razy w nakładzie 896 200 egzemplarzy.
Przekład wydany został również w nietypowych formach: pismem Braille’a dla niewidomych i w postaci polsko-łacińskiej synopsy (była to pierwsza w historii polskiej biblistyki synopsa).
Przez kilkanaście lat (do czasu wydania Lekcjonarza Mszalnego bazującego na Biblii Tysiąclecia) był podstawą zbioru Lekcje i Ewangelie na wszystkie niedziele i święta całego roku, odczytywanego w polskich kościołach. Z przekładu Dąbrowskiego benedyktyni tynieccy zaczerpnęli też perykopy czytań mszalnych do wydania Mszału Rzymskiego.
W 1961 watykański Sekretariat Stanu – dziękując ks. Dąbrowskiemu za przesłanie papieżowi Janowi XXIII milionowego egzemplarza – w imieniu Ojca Świętego nazwał tłumacza humanissimus operis Auctor („wielce wykształcony autor dzieła”).
Ostatnie wydania przekładu – już z oryginału greckiego – ukazały się w latach 60. Na Uniwersytecie Kardynała Stefana Wyszyńskiego w Warszawie pojawiła się inicjatywa reedycji przekładu Dąbrowskiego w formie dwujęzycznej: tekst polski i tekst łaciński. Tekst łaciński pochodzić ma z Neowulgaty, czyli edycji Wulgaty obowiązującej w Kościele katolickim od 1979.

## Charakterystyka i krytyka
Język tłumaczenia nawiązuje do dawnego języka biblijnego, konsultowany był z językoznawcami. Wersja tłumaczona z Wulgaty konsultowana była z prof. Witoldem Doroszewskim, zaś tłumaczenie z języka greckiego z prof. Marią Kossowską z Katolickiego Uniwersytetu Lubelskiego.
Przekład ks. Dąbrowskiego stał się przedmiotem licznych recenzji. Były one zasadniczo pozytywne i zwracały uwagę na ulepszenia tekstu, bez odrzucenia zasad, na jakich oparto pracę translatorską.
Pojawiły się jednak głosy, aby przekładu tego nie uważać za nowy, ale włączyć go do wielu prób unowocześniania i poprawiania XVI-wiecznego tłumaczenia ks. Jakuba Wujka.
Prof. Maria Kossowska na podstawie analizy pierwszych 12 rozdziałów Ewangelii Mateusza stwierdziła, że pod względem składni 91% tłumaczenia Dąbrowskiego idzie za przekładem Wujka. Ks. Marian Wolniewicz pisał: „Ks. Dąbrowski dochowuje wierności Wujkowi tak dalece, że trzeba się zastanowić nad tym, czy daje własny przekład, czy też modernizuje Wujka.”. Sam Dąbrowski zestawił z Biblią Wujka początek Ewangelii wg św. Łukasza:

Wujek: Ponieważ wielu się ich kusiło, żeby spisali porządną historię o rzeczach, które się w nas wypełniły; Jako nam podali, którzy się im od początku sami przypatrowali i byli sługami mowy. Zdało się i mnie, którym z początku pilnie wszytkiego dochodził, porządnie, tobie, cny Teofile, wypisać: Abyś poznał prawdę słów tych, których cię nauczono.

Dąbrowski: Ponieważ wielu już usiłowało ułożyć opis zdarzeń, które się wpośród nas dokonały, jako nam przekazali ci, którzy od początku byli świadkami i sługami nauki, postanowiłem i ja, dostojny Teofilu, zbadawszy wszystko dokładnie od pierwszych chwil, opisać ci to w należytym porządku, abyś się przekonał o prawdzie tych słów, których cię nauczono.

W grudniu 2009 została na Uniwersytecie Kardynała Stefana Wyszyńskiego w Warszawie obroniona rozprawa doktorska Andrzeja Langa na temat: Pismo święte w przekładach Eugeniusza Dąbrowskiego. Komparatywne studium z translatoryki biblijnej. Dysertacja została napisana pod kierunkiem ks. prof. UKSW dr hab. Krzysztofa  Bardskiego.